# Balgerhoeke
Balgerhoeke is een dorp in de Belgische provincie Oost-Vlaanderen. Het dorp ligt langs het Schipdonkkanaal op de grens van Eeklo met Adegem (gemeente Maldegem). De bewoning langs de westkant van het Schipdonkkanaal sluit aan bij het dorp, maar maakt deel uit van Adegem. Balgerhoeke is een zelfstandige parochie. Alhoewel Balgerhoeke bij het doorrijden het uitzicht heeft van een heuse gemeente, is Balgerhoeke nooit een zelfstandige gemeente geweest.

## Geschiedenis
De parochie werd opgericht rond de vorige eeuwwisseling en de eerste pastoor Eduard Bernard Bonte (1862-1935) deed er dienst vanaf 1902. De neogotische kerk werd in gebruik genomen in 1906 en was van de hand van architect Modeste de Noyette (1847-1923). Sint-Antonius van Padua was de patroonheilige en de parochie groeide uit tot een bedevaartsoord en strekte zich uit over de gemeentegrens met Adegem (inmiddels is dit deel vastgegroeid aan Adegem).
De ligging aan de spoorlijn 58 en het Schipdonkkanaal droeg bij aan de economische ontwikkeling van Balgerhoeke, maar maakte de plaats ook tot een militair doelwit. Tijdens beide wereldoorlogen werd Balgerhoeke grondig beschadigd: de kerk werd zodoende tijdens de 20ste eeuw driemaal gebouwd. Pastoor Bonte beschreef de gebeurtenissen in Balgerhoeke tijdens de Eerste Wereldoorlog.
Er staan veel grote projecten op stapel in de directe omgeving van Balgerhoeke, onder meer de verbreding van het Schipdonkkanaal en een industriezone net achter het dorp. Tegen deze plannen bestaat grote weerstand bij de dorpsbewoners.

## Bezienswaardigheden
- De Sint-Antoniuskerk uit 1905
- Een geklasseerde spoorhefbrug over het Schipdonkkanaal.
- Tankmonument - gedenkt de bevrijding op 15 september 1944 door Canadese troepen

## Galerij

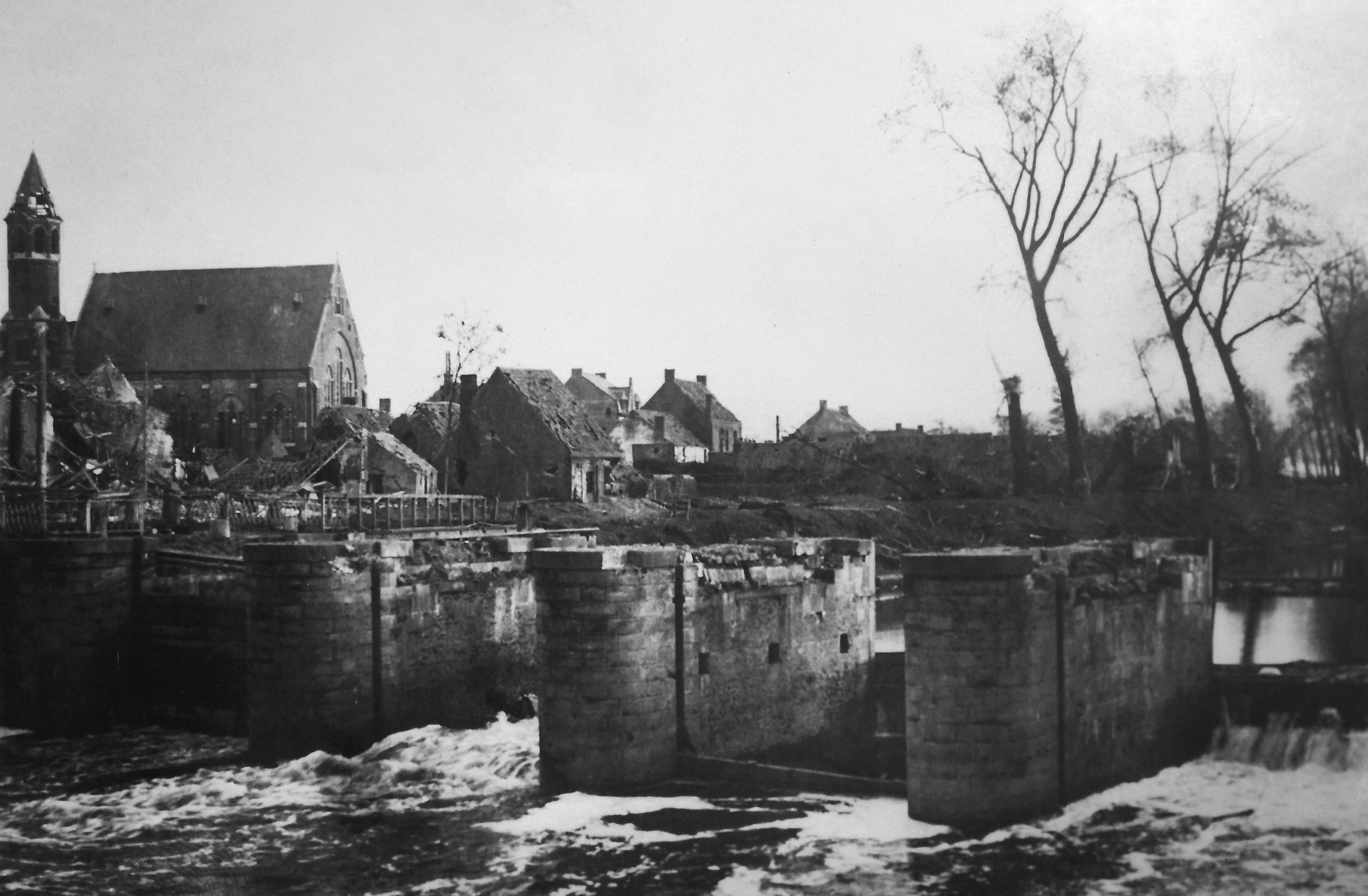
Balgerhoeke op 30 oktober 1918
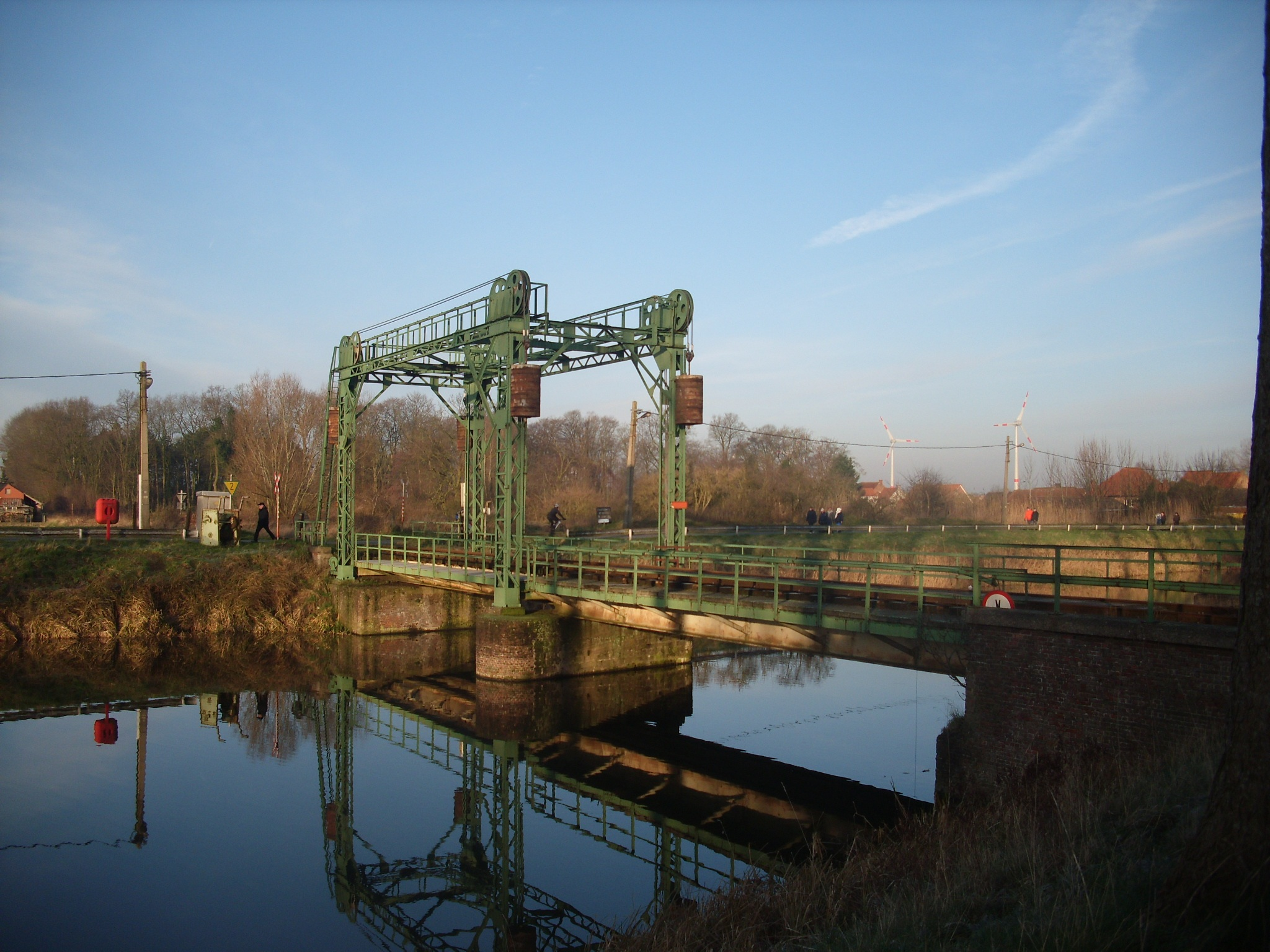
Spoorhefbrug (in gebruik door Stoomtrein Maldegem-Eeklo) - beschermd erfgoed
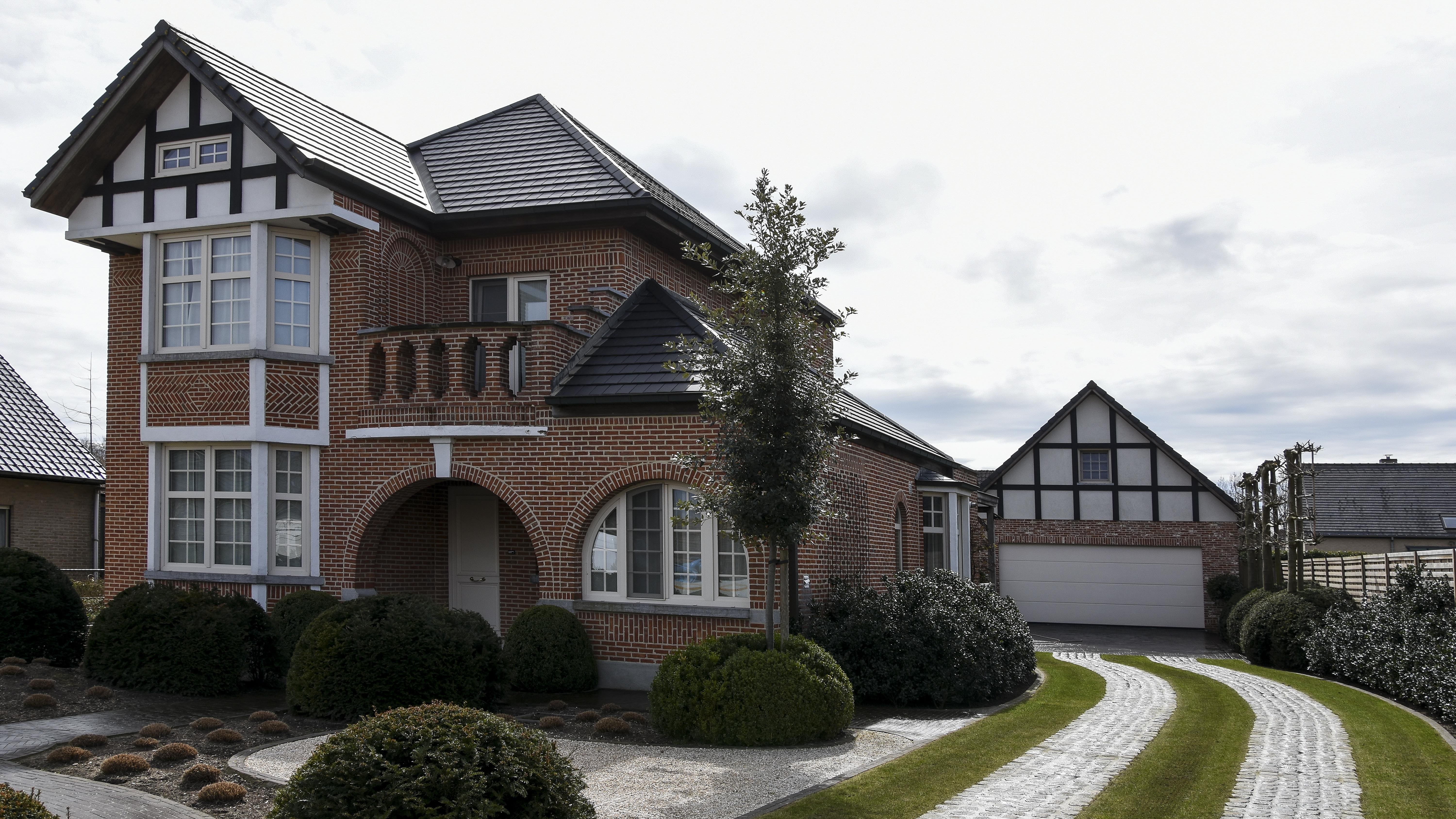
Een villa uit 1935 - ontwerp A. Bauwens
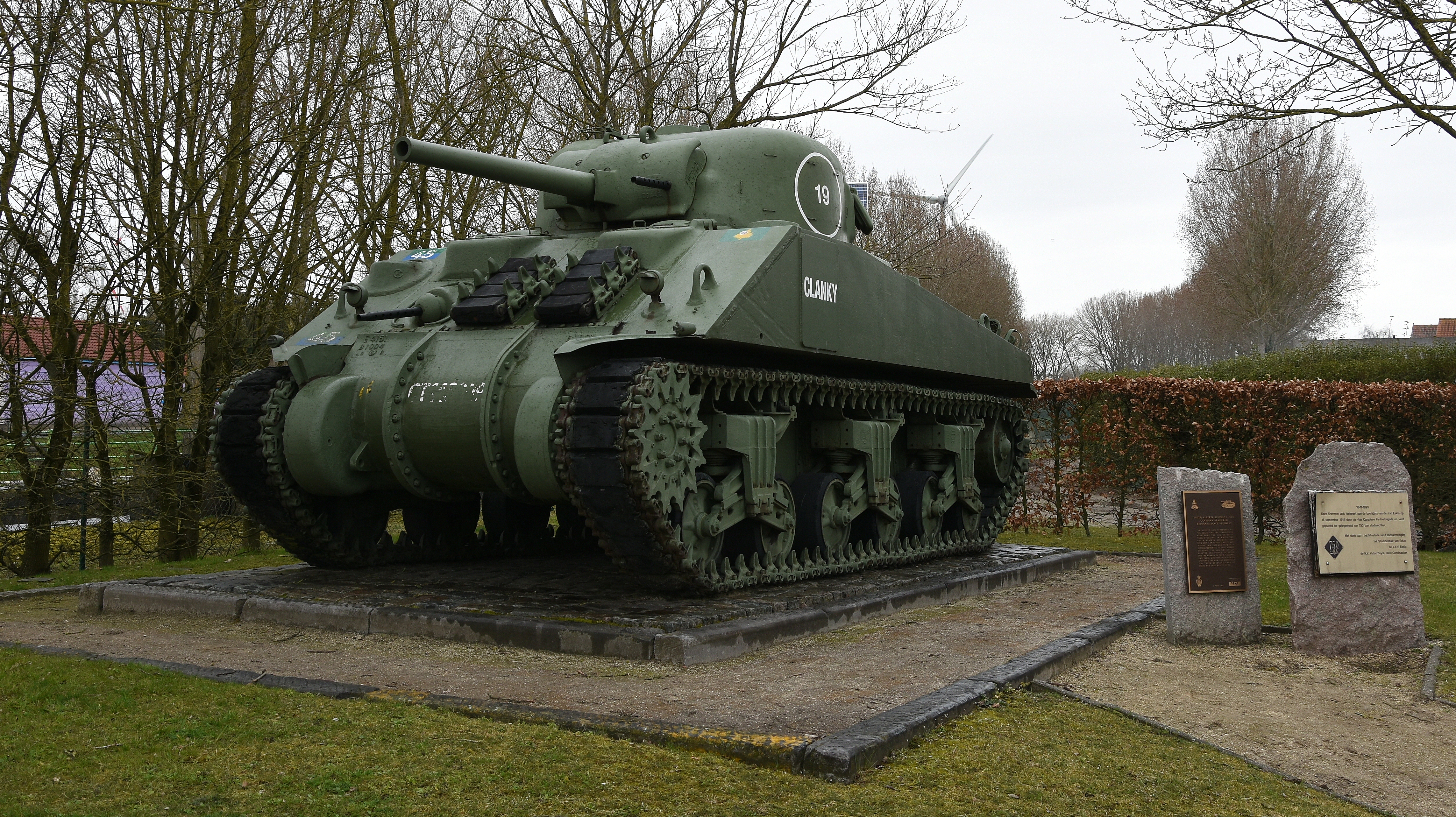
Het tankmonument
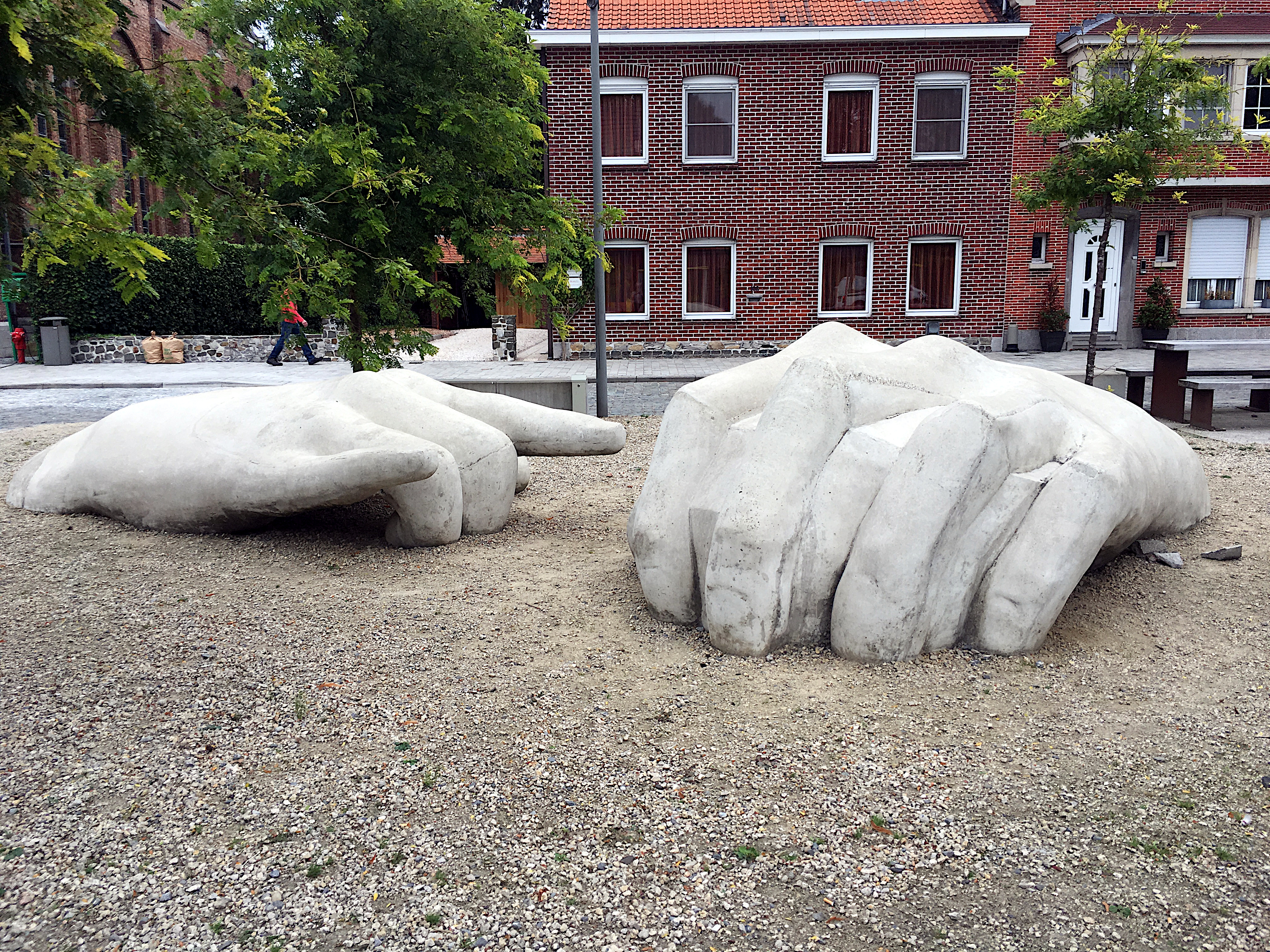
Open handen

## Natuur en landschap
Balgerhoeke ligt op de grens tussen Zandig Vlaanderen en het Oost-Vlaams poldergebied. De hoogte bedraagt ongeveer 6 meter.
De directe omgeving van Balgerhoeke is sterk verstedelijkt: Het is aan Adegem en Eeklo vastgebouwd langs de as van de N9. Verder wordt de plaats ingesloten door de N49 in het noorden en de R43 in het oosten. In het westen bevindt zich het Schipdonkkanaal, met een bedrijventerrein.

## Nabijgelegen kernen
Sint-Laureins, Adegem, Eeklo